# Chatte
Chatte là một xã thuộc tỉnh Isère, vùng Rhône-Alpes đông nam nước Pháp. Xã này nằm ở khu vực có độ cao trung bình 280 mét trên mực nước biển.
Theo điều tra dân số của INSEE năm 1999 có dân số 2442 ngườ.